# Az Oregon Ducks amerikaifutball-vezetőedzőinek listája

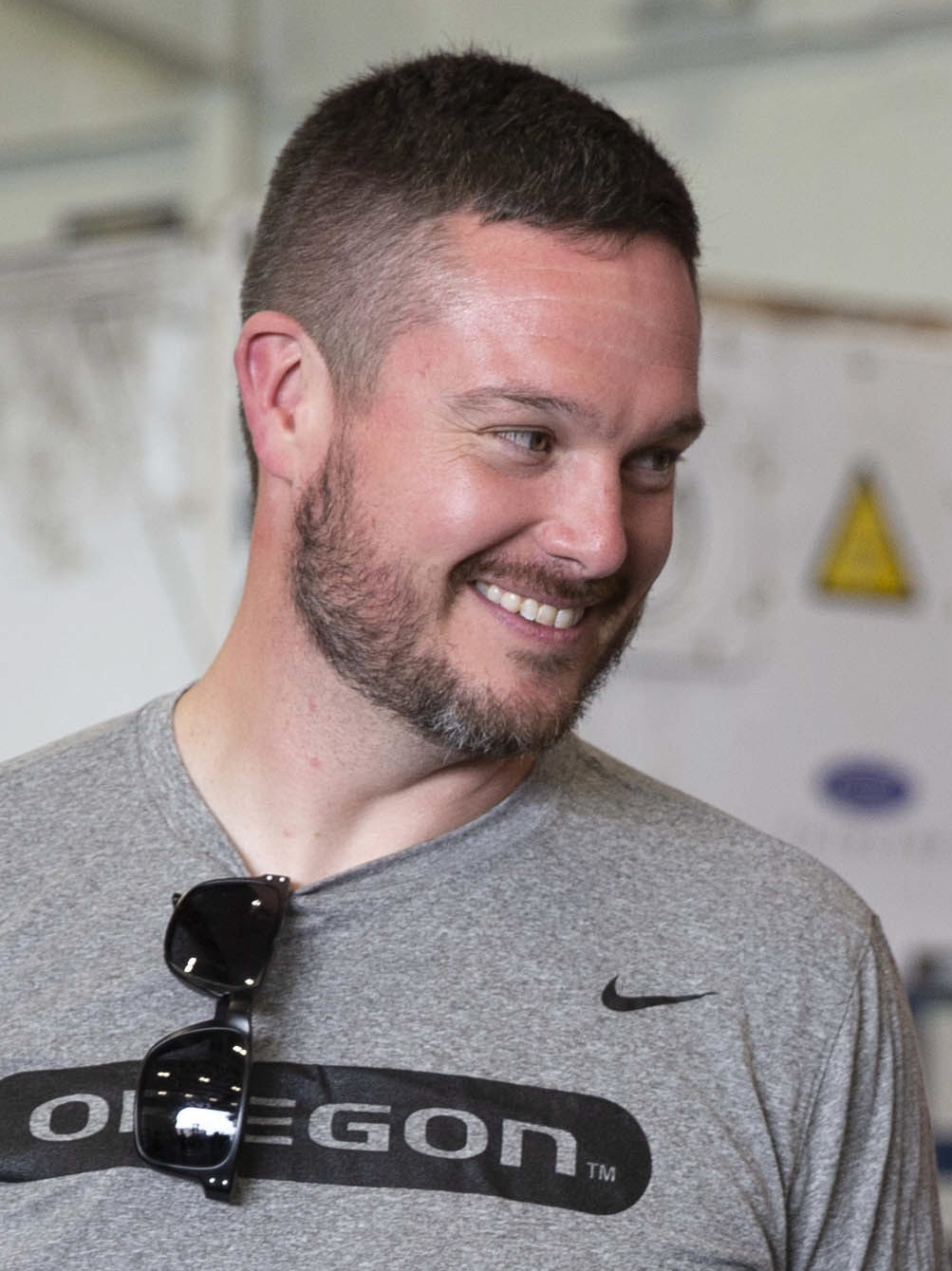
Dan Lanning

Az Oregon Ducks (korábban Oregon Webfoots) amerikaifutball-csapatát 1894-ben alapították. 113 szezonjuk alatt több mint 1100 mérkőzést játszottak és tíz edző alatt jutottak ki valamely bowlmérkőzésre. A legtöbb mérkőzést Rich Brooks, a legtöbb nyertes mérkőzést Mike Bellotti alatt játszották; legjobb győzelmi arányukat Chip Kelly alatt érték el.
Mike Bellotti, Hugo Bezdek és Len Casanova edzőként, John McEwan és Clarence Spears játékosként kerültek a College Football Hall of Fame tagjai közé. Brookst és Kellyt legalább egyszer az év edzőjének választották.
A vezetőedzői pozíciót 2022 óta Dan Lanning tölti be.

## Lista
| Edző                                                   | Szezon(ok)      | JSZ | Összesített | Összesített | Összesített | Összesített | Konferencia | Konferencia | Konferencia | Konferencia | Rájátszás | Rájátszás | Rájátszás | KB | Díj(ak) |
| Edző                                                   | Szezon(ok)      | JSZ | ÖGY         | ÖV          | ÖD          | Ö%          | KGY         | KV          | KD          | K%          | RGY       | RV        | RD        | KB | Díj(ak) |
| ------------------------------------------------------ | --------------- | --- | ----------- | ----------- | ----------- | ----------- | ----------- | ----------- | ----------- | ----------- | --------- | --------- | --------- | -- | --- |
| Cal Young                                              | 1894            | 1   | 1           | 0           | 0           | 1.000       | –           | –           | –           | –           | –         | –         | –         | –  | – |
| J. A. Church                                           | 1894            | 3   | 0           | 2           | 1           | .167        | –           | –           | –           | –           | –         | –         | –         | –  | – |
| Percy Benson                                           | 1895            | 4   | 4           | 0           | 0           | 1.000       | 4           | 0           | 0           | 1.000       | –         | –         | –         | 1  | – |
| J. F. Frick                                            | 1896            | 3   | 2           | 1           | 0           | .667        | –           | –           | –           | –           | –         | –         | –         | –  | – |
| Joe Smith                                              | 1897            | 2   | 1           | 1           | 0           | .500        | –           | –           | –           | –           | –         | –         | –         | –  | – |
| Frank W. Simpson                                       | 1898–99         | 10  | 6           | 3           | 1           | .650        | –           | –           | –           | –           | –         | –         | –         | –  | – |
| Lawrence Kaarsberg                                     | 1900            | 7   | 3           | 3           | 1           | .500        | –           | –           | –           | –           | –         | –         | –         | –  | – |
| Warren W. Smith                                        | 1901 1903       | 15  | 7           | 6           | 2           | .533        | –           | –           | –           | –           | –         | –         | –         | –  | – |
| Marion Dolph                                           | 1902            | 7   | 3           | 1           | 3           | .643        | –           | –           | –           | –           | –         | –         | –         | –  | – |
| Richard Shore Smith                                    | 1904 1925       | 15  | 6           | 8           | 1           | .433        | 0           | 5           | 0           | .000        | –         | –         | –         | 0  | – |
| Bruce Shorts                                           | 1905            | 8   | 4           | 2           | 2           | .625        | –           | –           | –           | –           | –         | –         | –         | –  | – |
| Hugo Bezdek                                            | 1906 1913–17    | 44  | 30          | 10          | 4           | .727        | 3           | 2           | 1           | .583        | 1         | 0         | 0         | 0  | – |
| Gordon B. Frost                                        | 1907            | 6   | 5           | 1           | 0           | .833        | –           | –           | –           | –           | –         | –         | –         | –  | – |
| Robert Forbes                                          | 1908–09         | 12  | 8           | 4           | 0           | .667        | –           | –           | –           | –           | –         | –         | –         | –  | – |
| Bill Warner                                            | 1910–11         | 10  | 7           | 3           | 0           | .700        | –           | –           | –           | –           | –         | –         | –         | –  | – |
| Louis Pinkham                                          | 1912            | 7   | 3           | 4           | 0           | .429        | 2           | 3           | 0           | .400        | –         | –         | –         | 0  | – |
| Charles A. Huntington                                  | 1918–23         | 44  | 26          | 12          | 6           | .659        | 8           | 8           | 5           | .500        | 0         | 1         | 0         | 1  | – |
| Joe Maddock                                            | 1924            | 9   | 4           | 3           | 2           | .556        | 2           | 2           | 1           | .500        | 0         | 0         | 0         | 0  | – |
| John McEwan†                                           | 1926–29         | 35  | 20          | 13          | 2           | .600        | 9           | 11          | 1           | .452        | 0         | 0         | 0         | 0  | – |
| Clarence Spears†                                       | 1930–31         | 19  | 13          | 4           | 2           | .737        | 6           | 2           | 1           | .722        | 0         | 0         | 0         | 0  | – |
| Prink Callison                                         | 1932–37         | 58  | 33          | 23          | 2           | .586        | 16          | 17          | 2           | .486        | 0         | 0         | 0         | 1  | – |
| Tex Oliver                                             | 1938–41 1945–46 | 54  | 23          | 28          | 3           | .454        | 20          | 25          | 3           | .448        | 0         | 0         | 0         | 0  | – |
| John A. Warren                                         | 1942            | 8   | 2           | 6           | 0           | .250        | 2           | 5           | 0           | .286        | 0         | 0         | 0         | 0  | – |
| Jim Aiken                                              | 1947–50         | 41  | 21          | 20          | 0           | .512        | 14          | 13          | 0           | .519        | 0         | 1         | 0         | 1  | – |
| Len Casanova†                                          | 1951–66         | 163 | 82          | 73          | 8           | .528        | 29          | 41          | 4           | .419        | 1         | 2         | 0         | 1  | – |
| Jerry Frei                                             | 1967–71         | 53  | 22          | 29          | 2           | .434        | 11          | 19          | 0           | .367        | 0         | 0         | 0         | 0  | – |
| Dick Enright                                           | 1972–73         | 22  | 6           | 16          | 0           | .273        | 4           | 10          | 0           | .286        | 0         | 0         | 0         | 0  | – |
| Don Read                                               | 1974–76         | 33  | 9           | 24          | 0           | .273        | 3           | 18          | 0           | .143        | 0         | 0         | 0         | 0  | – |
| Rich Brooks                                            | 1977–94         | 204 | 91          | 109         | 4           | .456        | 56          | 79          | 2           | 0.416       | 1         | 3         | 0         | 1  | - Eddie Robinson Év edzője (1994) - Home Depot Év edzője (1994) - Sporting News Év egyetemi edzője (1994) - Paul „Bear” Bryant-díj (1994)       |
| Mike Bellotti†                                         | 1995–2008       | 171 | 116         | 55          | –           | .678        | 72          | 43          | –           | .629        | 6         | 6         | –         | 2  | – |
| Chip Kelly                                             | 2009–12         | 53  | 46          | 7           | –           | .868        | 33          | 3           | –           | .917        | 2         | 2         | –         | 3  | - AP Év edzője (2010) - Eddie Robinson Év edzője (2010) - Walter Camp Év edzője (2010) - Sporting News Év edzője (2010) - AFCA Év edzője (2010) |
| Mark Helfrich                                          | 2013–16         | 53  | 37          | 16          | –           | .698        | 24          | 12          | –           | .667        | 2         | 2         | –         | 1  | – |
| Willie Taggart                                         | 2017            | 12  | 7           | 5           | –           | .583        | 4           | 5           | –           | .444        | 0         | 0         | –         | 0  | – |
| Mario Cristobal                                        | 2017–21         | 48  | 35          | 13          | –           | .729        | 23          | 9           | –           | .719        | 2         | 2         | –         | 2  | – |
| Bryan McClendon (ideiglenesen)                         | 2021            | 1   | 0           | 1           | –           | .000        | 0           | 0           | –           | –           | 0         | 1         | –         | 0  | – |
| Dan Lanning                                            | 2022–           | 27  | 22          | 5           | –           | .815        | 15          | 4           | –           | .789        | 2         | 0         | –         | 0  | – |
| Jelmagyarázat: † A College Football Hall of Fame tagja |                 |     |             |             |             |             |             |             |             |             |           |           |           |    | |

## Fordítás
- Ez a szócikk részben vagy egészben  a   List of Oregon Ducks head football coaches című angol Wikipédia-szócikk ezen változatának fordításán alapul.  Az eredeti cikk szerkesztőit annak laptörténete sorolja fel. Ez a jelzés csupán a megfogalmazás eredetét és a szerzői jogokat jelzi, nem szolgál a cikkben szereplő információk forrásmegjelöléseként.